# ショーン・ライト＝フィリップス
ショーン・ライト＝フィリップス（Shaun Wright-Phillips, 1981年10月25日 - ）は、イングランド・ロンドン出身の元サッカー選手。現役時代のポジションはミッドフィールダー、フォワード。
アーセナルの英雄、イアン・ライトの養子。義弟のブラッドリー・ライト＝フィリップス、実子のディマージオ・ライト＝フィリップスもサッカー選手である。

## 来歴

### マンチェスター・シティ時代
ユース時代はノッティンガム・フォレストFCに最初は所属し、後にマンチェスター・シティFCへ移籍。1999年にフットボールリーグカップのバーンリーFC戦でトップチームデビューを果たした。この頃はセンターフォワードとしてプレーしていた。その2ヵ月後にはポート・ヴェイルFC戦でリーグ戦初出場も記録（当時のマンチェスター・シティFCは2部に所属）。この試合でライト・フィリップスが放ったシュートが相手のオウンゴールを誘い、決勝点を演出した形となった。このシーズンをマンチェスター・シティFCは2位で終えプレミアリーグに復帰。翌2000-01シーズンはライト＝フィリップスも出場機会を手にし、12試合に先発出場したが、チームは1シーズンで再び降格した。
ケビン・キーガンが監督に就任した2001-02シーズンは、攻撃的サッカーを心情とするキーガンがライト＝フィリップスのスピードを活かそうと考えウィングにコンバート。レギュラーに定着し、35試合に出場し自身初得点を含む8得点を挙げチームのプレミアリーグ復帰に貢献した。プレミア復帰後もチームの中心として活躍し、2000年から2003年まで4年連続でクラブの年間最優秀若手選手に選ばれ、4度の受賞はクラブ新記録となった。2004年にはイングランド代表招集も経験。2004年11月17日のマドリードでのスペインとの親善試合では人種差別的なチャントを受けた。ライト＝フィリップスはその後最初の試合となったポーツマスFC戦で活躍し、試合後に取材陣に「俺はフットボールで話すだけさ」と答えた。2004-05シーズンは自己最多の10得点を挙げた。

### チェルシー時代

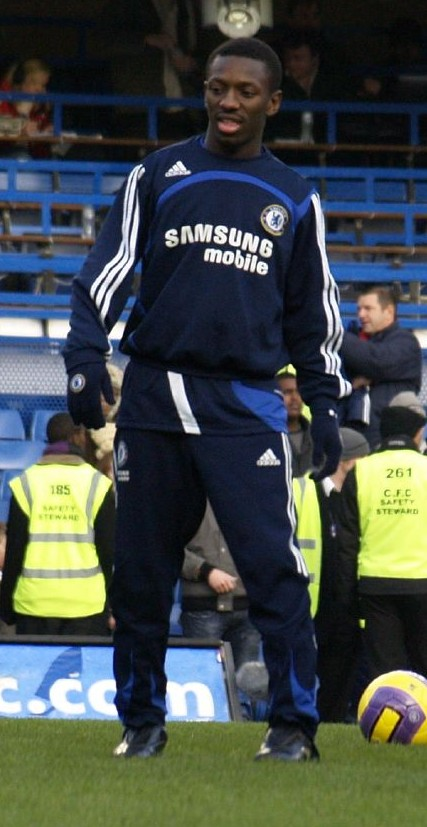
チェルシー時代（2008年）

2005年7月17日に故郷ロンドンのクラブであるチェルシーFCへ移籍金2100万ポンド、5年契約で移籍。チームはプレミアリーグ連覇を果たすがジョゼ・モウリーニョ監督の下では出場機会に乏しく、先発出場は15試合に終わり（出場は全39試合）、無得点に終わった。移籍から17ヶ月後の2006年12月5日のUEFAチャンピオンズリーグ、レフスキ・ソフィア戦でようやく移籍後初得点を記録。出場機会は少なかったもののモウリーニョからの信頼は厚く、ホアキン・サンチェスの移籍が叶わなかったために控えウィンガーとして重宝された。
2007-08シーズンはモウリーニョ監督の解任後も右ウィングとして先発出場することも多かったが、マンチェスター・ユナイテッドFCとのチャンピオンズリーグ決勝には欠場。シーズン終了後に就任したルイス・フェリペ・スコラーリ監督もライト＝フィリップスを先発起用する方針ではなく、出場機会を求めて移籍先を探した。

### マンチェスター・シティ復帰
2008年8月28日に移籍金850万ポンド、4年契約でマンチェスター・シティFCに復帰。背番号は8となった。復帰初戦となった8月31日のサンダーランドAFC戦では2得点を挙げる活躍を見せた。2008-09シーズンはロビーニョと左右でウィングを組み、全37試合に出場し8得点を記録。マンチェスター・シティの初のUEFAカップベスト8進出に貢献した。
2009-10シーズンもレギュラーとしてスタートしたが、ロベルト・マンチーニ監督の就任後は新加入のアダム・ジョンソンに出場機会を奪われ24試合の出場に終わった。2010-11シーズンは出場機会がさらに減少し、リーグ戦7試合の出場に終わった。

### クイーンズ・パーク・レンジャーズ時代
2011年8月31日、クイーンズ・パーク・レンジャーズFCへ移籍。

### ニューヨーク・レッドブルズ
2015年6月、ニューヨーク・レッドブルズへ移籍。

### 代表
2001年にU-21代表に選出され代表でのキャリアをスタート。
2004年8月18日のウクライナとの親善試合に途中出場しA代表デビュー。この試合で代表初得点も挙げた。ドイツワールドカップ予選で活躍しデビッド・ベッカムに代わる右ウィングとして期待されたが、チェルシーFCで出場機会を失ったことなどから本大会メンバーからは落選した。EURO2008予選でも2得点を挙げる活躍を見せたが、イングランドは予選敗退した。
2010 FIFAワールドカップでは本戦メンバーに選出。セオ・ウォルコットが落選しライト＝フィリップスが選出されたことはメディアを驚かせた。6月12日のグループリーグ初戦、アメリカ戦で途中出場しW杯デビュー。第2戦のアルジェリア戦、決勝トーナメント1回戦のドイツ戦でも途中出場したがいずれも苦戦するチームを救うことは出来ず、イングランドはベスト16で敗退した。
2019年8月24日、現役引退を発表した。

## エピソード
- 名前の「Wright」は養父のイアン・ライトにちなんだものであるが、この名前に関してライト＝フィリップス自身は「この名前のおかげで養父と繋がることができて嬉しいが、僕は僕自身として生きたい。僕は僕だけの道を、僕自身が歩み始めたんだ」と語っている[8]。

## 個人成績
2016年11月23日現在
| クラブ                           | シーズン | リーグ             | リーグ | リーグ | FAカップ | FAカップ | FLカップ | FLカップ | 国際大会 | 国際大会 | 合計 | 合計 |
| クラブ                           | シーズン |                    | 出場   | 得点   | 出場     | 得点     | 出場     | 得点     | 出場     | 得点     | 出場 | 得点 |
| -------------------------------- | -------- | ------------------ | ------ | ------ | -------- | -------- | -------- | -------- | -------- | -------- | ---- | ---- |
| マンチェスター・シティ           | 1999-00  | ディヴィジョン1    | 4      | 0      | 0        | 0        | 1        | 0        | 0        | 0        | 5    | 0    |
| マンチェスター・シティ           | 2000-01  | プレミアリーグ     | 15     | 0      | 0        | 0        | 4        | 0        | 0        | 0        | 19   | 0    |
| マンチェスター・シティ           | 2001-02  | ディヴィジョン1    | 35     | 8      | 3        | 0        | 2        | 0        | 0        | 0        | 40   | 8    |
| マンチェスター・シティ           | 2002-03  | プレミアリーグ     | 31     | 1      | 1        | 0        | 2        | 0        | 0        | 0        | 34   | 1    |
| マンチェスター・シティ           | 2003-04  | プレミアリーグ     | 34     | 7      | 4        | 1        | 2        | 2        | 6        | 1        | 46   | 11   |
| マンチェスター・シティ           | 2004-05  | プレミアリーグ     | 34     | 10     | 1        | 0        | 2        | 1        | 0        | 0        | 37   | 11   |
| マンチェスター・シティ           | 通算     | 通算               | 153    | 26     | 9        | 1        | 13       | 3        | 6        | 1        | 181  | 31   |
| チェルシー                       | 2005-06  | プレミアリーグ     | 27     | 0      | 4        | 0        | 1        | 0        | 7        | 0        | 39   | 0    |
| チェルシー                       | 2006-07  | プレミアリーグ     | 27     | 2      | 7        | 3        | 3        | 0        | 7        | 1        | 44   | 6    |
| チェルシー                       | 2007-08  | プレミアリーグ     | 27     | 2      | 3        | 1        | 5        | 1        | 6        | 0        | 41   | 4    |
| チェルシー                       | 通算     | 通算               | 81     | 4      | 14       | 4        | 9        | 1        | 20       | 1        | 124  | 10   |
| マンチェスター・シティ           | 2008-09  | プレミアリーグ     | 27     | 5      | 1        | 0        | 0        | 0        | 9        | 3        | 37   | 8    |
| マンチェスター・シティ           | 2009-10  | プレミアリーグ     | 30     | 4      | 2        | 1        | 6        | 2        | 0        | 0        | 38   | 7    |
| マンチェスター・シティ           | 2010-11  | プレミアリーグ     | 7      | 0      | 3        | 0        | 0        | 0        | 9        | 1        | 19   | 1    |
| マンチェスター・シティ           | 通算     | 通算               | 64     | 9      | 6        | 1        | 6        | 2        | 18       | 4        | 94   | 16   |
| クイーンズ・パーク・レンジャーズ | 2011-12  | プレミアリーグ     | 32     | 0      | 2        | 0        | 0        | 0        | 0        | 0        | 34   | 0    |
| クイーンズ・パーク・レンジャーズ | 2012-13  | プレミアリーグ     | 20     | 1      | 1        | 0        | 1        | 1        | 0        | 0        | 22   | 2    |
| クイーンズ・パーク・レンジャーズ | 2013-14  | チャンピオンシップ | 11     | 0      | 0        | 0        | 2        | 0        | 0        | 0        | 13   | 0    |
| クイーンズ・パーク・レンジャーズ | 2014-15  | プレミアリーグ     | 4      | 0      | 0        | 0        | 1        | 0        | 0        | 0        | 5    | 0    |
| クイーンズ・パーク・レンジャーズ | 通算     | 通算               | 67     | 1      | 3        | 0        | 4        | 1        | 0        | 0        | 74   | 2    |
| ニューヨーク・レッドブルズ       | 2015     | MLS                | 12     | 1      | 0        | 0        | 0        | 0        | 0        | 0        | 12   | 1    |
| ニューヨーク・レッドブルズ       | 2016     | MLS                | 7      | 0      | 1        | 0        | 0        | 0        | 2        | 0        | 10   | 0    |
| ニューヨーク・レッドブルズ       | 通算     | 通算               | 21     | 1      | 1        | 0        | 0        | 0        | 2        | 0        | 24   | 1    |
| ニューヨーク・レッドブルズ II    | 2016     | MLS                | 1      | 0      | 0        | 0        | 0        | 0        | 0        | 0        | 1    | 0    |
| 通算                             | 通算     | 通算               | 386    | 41     | 33       | 6        | 32       | 7        | 46       | 6        | 497  | 60   |

## 代表歴

### 出場大会
- イングランド代表
  - 2010 FIFAワールドカップ

### 試合数
- 国際Aマッチ 36試合 6得点（2004年-2010年）[9]

| イングランド代表 | 国際Aマッチ | 国際Aマッチ |
| 年               | 出場        | 得点        |
| ---------------- | ----------- | ----------- |
| 2004             | 3           | 1           |
| 2005             | 4           | 0           |
| 2006             | 4           | 0           |
| 2007             | 7           | 2           |
| 2008             | 4           | 1           |
| 2009             | 7           | 1           |
| 2010             | 7           | 1           |
| 通算             | 36          | 6           |

## タイトル
マンチェスター・シティ
- フットボールリーグ : 2001-02
- FAカップ : 2010-11

チェルシー
- コミュニティーシールド : 2005
- プレミアリーグ : 2005-06
- FAカップ : 2006-07